# 2020年河南省新乡市儿童被活埋致死事件
2020年河南省新乡市儿童被活埋致死事件，又稱盛和府建筑工地“4·18”压埋窒息事故，是指2020年4月18日，在中华人民共和国河南省新乡市原阳县盛和府小区发生的一起生产安全事故，当地政府在盛和府小区堆放的土方内发现四名儿童尸体，年龄在5至11岁之间，均为被土方压埋窒息致死。
事件共涉及四名遇难儿童，年龄在5至11岁之间，均为男性，来自该县温庄村的3个家庭。其中一个孩子姓李，三个孩子姓刘，是堂兄弟关系。三家间仅隔一条小道。

## 事件经过
4月18日下午，盛和府建筑工地自卸车倾倒土方时，将在工地玩耍的4名儿童压埋。有儿童的家属在叫儿子吃饭时，未找到儿子，邻居也未找到其孩子。后来，接施工处报告失踪儿童已遇难。
工地先挖出了一名儿童，后来陆续挖出三名儿童的遗体，但已不完整。21日，據《紅星新聞》報道，有記者在兒童下葬的陵園採訪時被殴打，手机被抢夺。成都市记协表示，对此事件表示强烈谴责。

## 处理结果
4月21日，原陽县住建局党组书记、局长孙国安和安全股股长王建刚遭到免职。中共原阳县委對原陽县城管局（县城市综合执法局）党组书记、局长魏学义启动问责程序。
4月22日，原阳县原兴街道办事处负责人接受媒体采访时表示，就与记者发生冲突一事道歉。原阳县委书记郭力铭表示，已先期对相关责任人予以停职调查，待查清责任后再作进一步处理。